# ロバート・ジェンキンソン (第2代リヴァプール伯爵)
第2代リヴァプール伯爵ロバート・バンクス・ジェンキンソン（英: Robert Banks Jenkinson, 2nd Earl of Liverpool, KG PC、1770年6月7日 - 1828年12月4日）は、イギリスの政治家、貴族。
トーリー党政権で閣僚職を歴任した後、1812年から1827年にかけて首相を務めた。政権初期にナポレオン戦争が終結し、ウィーン体制が構築された。イギリスを四国同盟に参加させつつ神聖同盟には参加しなかった。政権前半期には穀物法を制定したり、黎明期の労働運動に対して「ピータールーの虐殺」や治安六法制定などで弾圧するといった保守的政治が多かったが、ジョージ・カニングらトーリー党内自由主義派が閣僚に登用されたことで1822年頃から自由主義の傾向を示すようになり、自由貿易の推進や弾圧法規・厳罰主義法規の緩和などの改革が行われた。保守派閣僚と自由主義派閣僚の融和に努めていたが、1827年に病のために退任した。
1796年から1803年まで父の爵位ホークスベリー男爵を儀礼称号として使用、1803年にホークスベリー男爵位、1808年にリヴァプール伯爵位を継承した。

## 経歴

### 首相就任まで

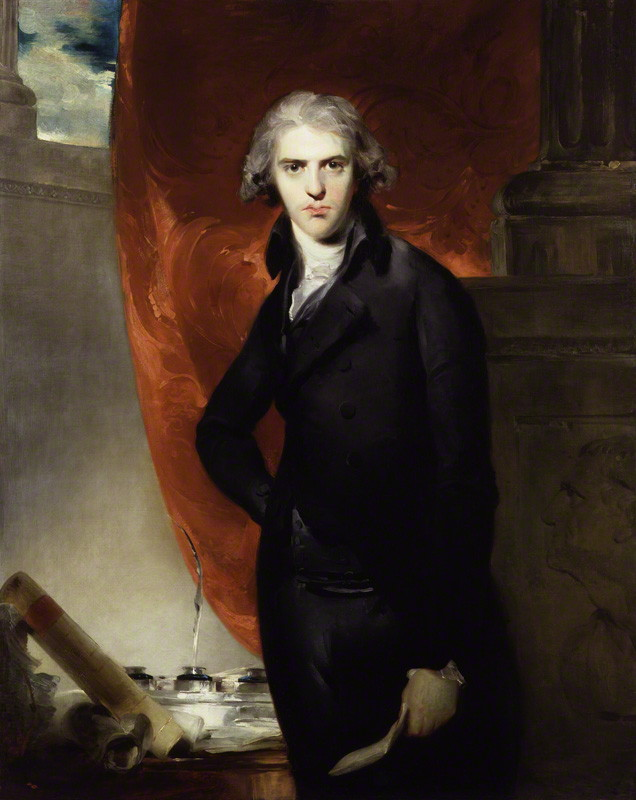
1790年代のロバートを描いたトーマス・ローレンスの絵。

1770年6月7日、のちに初代リヴァプール伯爵に叙されるチャールズ・ジェンキンソンとその最初の妻アメリアの間の長男として生まれる。父チャールズは当時小ピットの秘書をしており、後に小ピット内閣で商務庁長官を務める。
サリー州のパブリックスクール、チャーターハウス・スクールで学び、オックスフォード大学クライスト・チャーチを卒業した。
ロバートは父から政治家になるよう道を決められていたといい、1790年にウェストモーランド州アップルビー選挙区から出馬してトーリー党所属の庶民院議員に当選した。同年、サセックス州ライ選挙区に転じる。
1796年に父がリヴァプール伯爵に叙されたことで父の従属爵位ホークスベリー男爵を儀礼称号として使用するようになった。1803年11月には繰上勅書により、いまだ父が存命ながらホークスベリー男爵を継承し、貴族院議員に列する。
1799年から1801年まで第一次小ピット内閣下で造幣局局長を務めた。
1801年から1804年にかけてヘンリー・アディントン内閣に外務大臣として入閣し、フランス側とアミアンの和約の交渉にあたった。
1804年から1806年の第二次小ピット内閣では、内務大臣を務めた。1807年から1809年の第3代ポートランド公爵ウィリアム・キャヴェンディッシュ＝ベンティンクが首相となると内務大臣に再任し、1807年から1809年まで務めた。
1808年12月に父の死によりリヴァプール伯爵位を継承した。
1809年から1812年のスペンサー・パーシヴァル内閣では陸軍・植民地大臣に就任。

### 首相として
1812年5月にスペンサー・パーシヴァル首相が暗殺されると、トーリー党政権継続を望む摂政皇太子ジョージの意向で組閣の大命を受け、首相に就任した。以降15年の長期に渡って政権を担当する。ロバート・ウォルポール（1721年 - 1742年）や小ピット（1783年 - 1801年）に次ぐ長い首相在任期間を誇った。
政権前半、ナポレオン戦争においてナポレオンと戦い、半島戦争ではビトリアの戦いで勝利し、その後フランスへ侵攻してトゥールーズの戦い、ワーテルローの戦いで勝利し、フランスの敗北を持って終結した。リヴァプール伯爵内閣は外相カースルレー子爵の主導のもと、その戦後処理にあたり、ウィーン議定書ではロシア帝国やオーストリア帝国、プロイセン王国とともにフランス監視を目的とする「四国同盟」を締結したが、ロシア皇帝主導の「神聖同盟」への参加は避けた。アメリカ大陸では1812年に英米戦争が勃発し、連邦議会やホワイトハウスを焼き討ちにするといった成果はあったものの、開戦から2年後にガン条約で講和、1818年の英米条約(1818年条約)で国境を定めてアメリカとの対立は一旦終了した。
ナポレオン戦争後は1816年に所得税を廃止、同年硬貨法を制定して通貨の安定に努めた。1821年には金本位制を導入して、かつてのように金兌換をできるようにした。アジア方面では、1813年特許法で東インド会社のインド貿易独占権を廃止した。(ただし東インド会社の商業活動は1833年特許法が制定されるまで続いた)。そのまた東では1816年にアマーストが清を訪れ、1819年にシンガポールを植民地にし、1826年に海峡植民地を設置、同年シャム王国とバーニー条約を締結し、交易を開始した。

### 政権に対する不満
イギリス農業はナポレオン戦争中、ナポレオンの大陸封鎖令によって結果的に保護された状態になっていたため、戦争終結とともに農業不況に陥った。そこでリヴァプール伯爵内閣は1815年に穀物法を制定して国内農業の保護にあたった。しかし穀物法は労働者層の生活費上昇を伴うため、地主以外からは批判された。また戦争終結で復員した者たちが失業者となり、社会不安が高まっていた。
そうした中で労働者運動が徐々に勃興するようになったが、これに対してリヴァプール伯爵内閣は徹底弾圧の姿勢で臨んだ。1816年にはイーリー・リトルポート暴動が発生し、ロンドンではスパ・フィールズ暴動が起きて、翌年に摂政のジョージ皇子が襲撃されるという事件が起きたため人身保護法が一年間停止された。しかし、人身保護法の停止に人々はブランケットの大行進で抗議した。1819年8月16日にはマンチェスターのセント・ピーターズ広場で開かれていた労働者階級の集会に治安判事の命令を受けた騎兵部隊が突撃をかけ、十数人が死亡、数百人が負傷するという惨事が発生したが（ウォータールーの戦いになぞらえて「ピータールーの虐殺」と呼ばれた）、リヴァプール伯爵はこの事件について詳しく調査することもなく、治安判事や軍による虐殺を擁護し、さらに集会やデモを禁止する「治安六法」を制定し、労働者集会の弾圧を一層徹底させた。1820年に閣僚の暗殺を計画していたカトー・ストレートの陰謀が発覚した。
政権への批判に加えて1820年に国王に即位したジョージ4世と王妃キャロラインの離婚訴訟の件で国王が離婚法案の提出をし、内閣もそれを支持したが、王妃は国民から人気があったため、リヴァプール政権は国民から強い批判に晒された。与党内でもこれに反対する動きがあったため結局離婚法案は廃案となった。ジョージ4世は代わりに野党のホイッグ党に組閣させようとしたが、国王はすでに野党からもよく思われてなかったため、これを断念した。これは国王が思いのままに首相を組閣できなくなったのが露呈した一件だった。

### 自由主義的傾向
1822年頃を境に反動的状況が変化した。1822年に外相となったジョージ・カニング、同年に内務大臣となったロバート・ピール、1823年に財務大臣となったフレデリック・ロビンソン、同年商務庁長官となったウィリアム・ハスキソンらはトーリー党内自由主義派とも言うべき人材だった。1824年には労働者弾圧を推し進めた保守派の代表格だった初代シドマス子爵ヘンリー・アディントンが引退し、やはりトーリー自由主義的なロバート・ピールがトーリー党の中心となった。。
これによりリヴァプール伯爵内閣は自由主義的な傾向を示すようになった。カニングは自由主義外交を行い、東方問題（ギリシャ独立戦争）でギリシャのトルコからの独立を支援した。また1823年のヴェローナ会議ではヨーロッパ諸国に自由主義的な傾向を見せ、南米諸国のスペインからの独立も支援し、南米向けの輸出を急増させることに成功した。ロビンソンによって自由貿易が推進され、それにより景気は回復していった。これらの処置は後の「自由貿易帝国主義」の基礎となった。すでに1821年に関税の引き下げをしていたが、1823年にももう一度関税の引き下げを行った。また内政では新内務大臣ピールの主導で死刑罪状を減らす刑法の厳罰主義を改める改革が行われた。1824年に団結禁止法も廃止し、翌年の労働者団結法で労働組合を解禁し、同年の紡績工場規制法で違法に労働者を働かせている工場を規制した。こうした「自由トーリー主義」と呼ばれる政策により政権は再び安定し始めた。

### カトリック解放問題とトーリー党の亀裂
しかし1826年頃にはカニングが内閣の主導的地位を確立するようになり、ウェリントン公爵ら保守的な閣僚たちとの亀裂が深まった。とりわけカトリック解放問題をめぐって閣内対立は激しくなった。リヴァプール伯爵はこうした閣内論争に対して中立的立場をとって閣内融和に努めていたが、1827年2月17日に脳卒中で倒れてしまい、3月27日に国王に辞表を提出することを余儀なくされた。
新たに発足したカニング政権ではホイッグ党のランズダウン伯爵が入閣し、自由主義的傾向が強かったがこれはすぐに崩壊し、翌年ウェリントン公爵のトーリー主流派内閣が成立した。しかしこの内閣も自由主義的傾向には抗えず、カトリック解放をすることとなった。これによりトーリー党は完全に分裂、カトリック解放に反対したウルトラトーリーのようなグループはホイッグ党のグレイ伯爵と連立を組み、世論はカトリック解放に反対してるとして、選挙法改正を進め、これが1832年の第一回選挙法改正に繋がった。
1828年12月4日にロンドン・ホワイトホール・ファイフハウスで死去した。子供がなかったため、爵位は異母弟のチャールズが継承した。

## 人物・評価

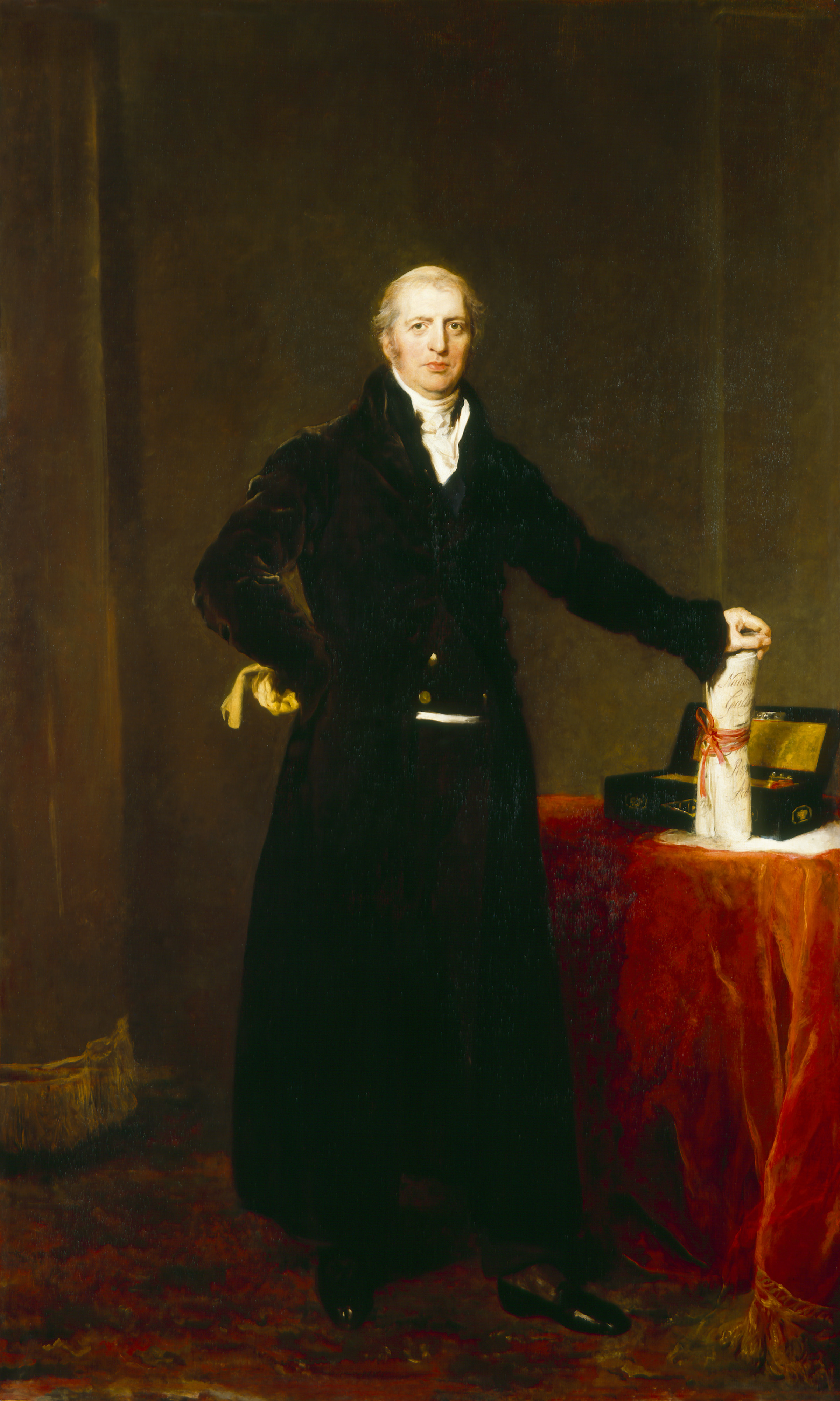
1828年に描かれたトーマス・ローレンス画のリヴァプール卿

リヴァプール卿の性格について、伝記作者ウィリアム・ブロックは「慈悲深さ、温和、公平、熟慮深さを有しているが、独断的であり、自説に固執した」と評している。ハーバート・ヴァン・タールは「彼は冷静、決断、思慮深かったが、心配性、焦燥感、非社交性を有しており、極めて神経質で常に孤独だった」と評している。
「反動派トーリー」と「自由主義的トーリー」の仲裁役をしていた彼の姿を指して後の首相ベンジャミン・ディズレーリは「大平凡人」と評した。
ブロックはリヴァプール卿の経済思想を「自由主義的トーリーイズム」と評し、アダム・スミスの古典的自由貿易と重商主義を同時に支持していたと評する。

## 栄典

### 爵位
- 1803年11月15日、第2代ホークスベリー男爵（1786年創設グレートブリテン貴族爵位）[7]
- 1808年12月7日、第2代リヴァプール伯爵（1796年創設グレートブリテン貴族爵位）[7]

### 勲章
- 1814年、ガーター勲章勲爵士（KG）[21]

### 名誉職その他
- 1799年、枢密顧問官（PC）[22]
- 1808年12月7日、第8代準男爵（1661年創設イングランド準男爵位）[7]

## 家族
1795年に第4代ブリストル伯爵フレデリック・ハーヴィーの娘ルイーザと最初の結婚をしたが、子供に恵まれないまま、彼女は1821年に先立った。1822年にメアリー・チェスターと再婚するが、やはり子供には恵まれなかった。

## 関連図書
- Chisholm, Hugh, ed. (1911). "Liverpool, Earls of, s.v. Robert Banks Jenkinson, 2nd earl" . Encyclopædia Britannica (英語). Vol. 16 (11th ed.). Cambridge University Press. p. 804.
- Foster, Joseph (1888–1892). "Jenkinson, Robert Bankes" . Alumni Oxonienses: the Members of the University of Oxford, 1715–1886 (英語). Vol. 2. Oxford: Parker and Co. p. 749. ウィキソースより。
- Gash, Norman (10 October 2019) [23 September 2004]. "Jenkinson, Robert Banks, second earl of Liverpool". Oxford Dictionary of National Biography (英語) (online ed.). Oxford University Press. doi:10.1093/ref:odnb/14740。 (要購読、またはイギリス公立図書館への会員加入。)
- Hamilton, John Andrew (1892). "Jenkinson, Robert Banks" . In Lee, Sidney (ed.). Dictionary of National Biography (英語). Vol. 29. London: Smith, Elder & Co. pp. 311–315.
- Thorne, R. G. (1986). "JENKINSON, Hon. Robert Banks (1770-1828), of Coombe Wood, nr. Kingston, Surr.". In Thorne, R. G. (ed.). The House of Commons 1790-1820 (英語). The History of Parliament Trust.
- Wood, James, ed. (1907). "Liverpool, Earl of, Robert Jenkinson" . The Nuttall Encyclopædia (英語). London and New York: Frederick Warne.